# Saint-Lary (Gers)
Saint-Lary – miejscowość i gmina we Francji, w regionie Oksytania, w departamencie Gers. Nazwa miejscowości pochodzi od imienia św. Hilarego.
Według danych na rok 1990 gminę zamieszkiwały 174 osoby, a gęstość zaludnienia wynosiła 18 osób/km² (wśród 3020 gmin regionu Midi-Pireneje Saint-Lary plasuje się na 889. miejscu pod względem liczby ludności, natomiast pod względem powierzchni na miejscu 1114.).